# Брауэн, Мартин
Ма́ртин Бра́уэн (нем. Martin Brauen, род. в 1948 году, Берн) — швейцарский антрополог, бутановед и тибетолог.
Мартин Брауэн изучал Культурную антропологию и религиоведение в Цюрихском университете, а также буддизм в Делийском университете. В Цюрихе он защитил докторскую диссертацию на тему фестивалей и церемоний в Ладакхе. С 1975 года он работал заведующим отдела Дальнего Востока и Гималаев Этнографического музея Цюрихского университета, а также преподавал в университете.
Летом 2008 года он стал куратором музея искусств Рубина в Нью-Йорке.

## Публикации
- 1974: Heinrich Harrers Impressionen aus Tibet. Gerettete Schätze, Pinguin, Innsbruck / Umschau Frankfurt am Main
- 1980: Feste in Ladakh. Akademische Druck- und Verlags-Anstalt, Graz
- 1982: Junge Tibeter in der Schweiz. Studien zum Prozess kultureller Identifikation, met Detlef Kantowsky, Rüegger, Diessenhofen
- 1983: Peter Aufschnaiter. Sein Leben in Tibet, Steiger, Innsbruck
- 1992: Das Mandala. Der heilige Kreis im tantrischen Buddhismus. DuMont, Köln
- 1994: Irgendwo in Bhutan. Wo die Frauen (fast immer) das Sagen haben, Waldgut, Frauenfeld
- 2000: Traumwelt Tibet. Westliche Trugbilder, Haupt, Bern
- 2003: Bambus im alten Japan. Kunst und Kultur an der Schwelle zur Moderne (mit Patrizia Jirka-Schmitz), Arnold, Stuttgart
- 2005: Die Dalai Lamas. Tibets Reinkarnationen des Bodhisattva Avalokiteśvara, Arnold, Stuttgart ISBN 3-89790-219-2